# Radzanowo-Dębniki
Radzanowo-Dębniki – wieś sołecka w Polsce położona w województwie mazowieckim, w powiecie płockim, w gminie Radzanowo.
| SIMC    | Nazwa             | Rodzaj    |
| ------- | ----------------- | --------- |
| 0573776 | Radzanowo-Dąbrowa | część wsi |

W latach 1975–1998 miejscowość administracyjnie należała do województwa płockiego. 